# Pseudopeziza
Pseudopeziza is een geslacht van schimmels uit de familie Drepanopezizaceae. De typesoort is Pseudopeziza trifolii.

## Soorten
Volgens Index Fungorum telt het geslacht 60 soorten (peildatum februari 2022):
| Soortnaam                                           | Auteur(s)                     | Publicatiejaar |
| --------------------------------------------------- | ----------------------------- | -------------- |
| Pseudopeziza alismatis                              | (W. Phillips & Trail) Sacc.   | 1889           |
| Pseudopeziza anthyllidis                            | Gonz. Frag.                   | 1926           |
| Pseudopeziza astragali                              | P. Syd.                       | 1899           |
| Pseudopeziza atrata                                 | (Desm.) Sacc.                 | 1889           |
| Pseudopeziza bongardii                              | (Weinm.) Boud.                | 1907           |
| Pseudopeziza calthae (Dotterbloemschijnbekertje)    | (W. Phillips ex Stev.) Massee | 1895           |
| Pseudopeziza campanulae                             | Anchab.                       | 1963           |
| Pseudopeziza cantareirensis                         | Henn.                         | 1902           |
| Pseudopeziza caricina (Kromsporige mollisia)        | (Lib.) Sacc.                  | 1889           |
| Pseudopeziza caricum                                | Grelet & Croz.                | 1928           |
| Pseudopeziza casuarinae                             | Rodway                        | 1915           |
| Pseudopeziza colensoi                               | (Berk.) Massee                | 1896           |
| Pseudopeziza corcellensis                           | (Sacc.) Boud.                 | 1907           |
| Pseudopeziza denigrata                              | (J. Kunze) Boud.              | 1907           |
| Pseudopeziza divergens                              | (Desm.) Sacc.                 | 1889           |
| Pseudopeziza drabae                                 | (Nannf.) Nannf.               | 1932           |
| Pseudopeziza eryngii                                | Viégas                        | 1944           |
| Pseudopeziza galii                                  | Fuckel                        | 1870           |
| Pseudopeziza geographica                            | (J. Kickx f.) Rehm            | 1891           |
| Pseudopeziza geranii                                | Rodway                        | 1925           |
| Pseudopeziza holwayi                                | Henn.                         | 1902           |
| Pseudopeziza indica                                 | T.S. Ramakr. & K. Ramakr.     | 1950           |
| Pseudopeziza jasiones                               | (Romell) Nannf.               | 1932           |
| Pseudopeziza jonesii                                | Nannf.                        | 1932           |
| Pseudopeziza komarovii                              | Jacz.                         | 1900           |
| Pseudopeziza kriegeriana                            | Rehm                          | 1896           |
| Pseudopeziza laurocerasi                            | Gutner                        | 1933           |
| Pseudopeziza loti                                   | Boud.                         | 1907           |
| Pseudopeziza medicaginis (Rupsklaverschijnbekertje) | (Lib.) Sacc.                  | 1887           |
| Pseudopeziza meliloti                               | Syd.                          | 1936           |
| Pseudopeziza miconiae                               | Petr.                         | 1963           |
| Pseudopeziza morthieri (Bramenschijnbekertje)       | Sacc.                         | 1878           |
| Pseudopeziza nigrella                               | (Fuckel) Boud.                | 1907           |
| Pseudopeziza nigromaculans                          | Rehm                          | 1900           |
| Pseudopeziza pallida                                | Fuckel                        | 1870           |
| Pseudopeziza peltigerae                             | Fuckel                        | 1870           |
| Pseudopeziza peracarpae                             | T. Miyabe & Togashi           | 1924           |
| Pseudopeziza phyllachorophila                       | Speg.                         | 1889           |
| Pseudopeziza pyri                                   | Peck                          | 1891           |
| Pseudopeziza relbunii                               | Gamundí & S. Wright           | 1966           |
| Pseudopeziza rhinanthi                              | (P. Karst.) Boud.             | 1907           |
| Pseudopeziza rosella                                | Rehm                          | 1882           |
| Pseudopeziza rubiae                                 | T.S. Ramakr. & K. Ramakr.     | 1947           |
| Pseudopeziza saginae                                | J.S.R. Hood & C.H. Dickinson  | 1969           |
| Pseudopeziza sanguinolenta                          | Speg.                         | 1889           |
| Pseudopeziza sclerotinioides                        | (Rehm) Rehm                   | 1912           |
| Pseudopeziza sibirica                               | (Sacc.) Sacc.                 | 1889           |
| Pseudopeziza simulata                               | (Berk. & Broome) Massee       | 1895           |
| Pseudopeziza singularis                             | (Peck) Davis                  | 1914           |
| Pseudopeziza skimmiae                               | Padwick                       | 1945           |
| Pseudopeziza sphaerioides                           | (Quél.) Massee                | 1895           |
| Pseudopeziza stepanovae                             | Vasyag.                       | 1965           |
| Pseudopeziza stictoidea                             | (Sacc.) Boud.                 | 1907           |
| Pseudopeziza subcalycella                           | Rehm                          | 1909           |
| Pseudopeziza terebinthi                             | Grelet & Croz.                | 1928           |
| Pseudopeziza teucrii                                | Grelet & Croz.                | 1928           |
| Pseudopeziza tiliae                                 | Kleb.                         | 1918           |
| Pseudopeziza tormentillae                           | (Rehm) Höhn.                  | 1926           |
| Pseudopeziza trifolii (Klaverschijnbekertje)        | (Biv.) Fuckel                 | 1870           |
| Pseudopeziza vernalis                               | (Fuckel) Sacc.                | 1889           |